# Plunkett & Macleane
Plunkett & Macleane è un film del 1999 diretto da Jake Scott, all'esordio nella regia di un lungometraggio cinematografico.